# Guardian Media Group
Guardian Media Group este o companie media britanică, care deține mai multe ziare printre care  The Guardian și The Observer, un canal de televiziune și patru stații de radio în Marea Britanie.
Cifra de afaceri în 2007: 716,1 milioane lire sterline